# Août 1855

## Événements

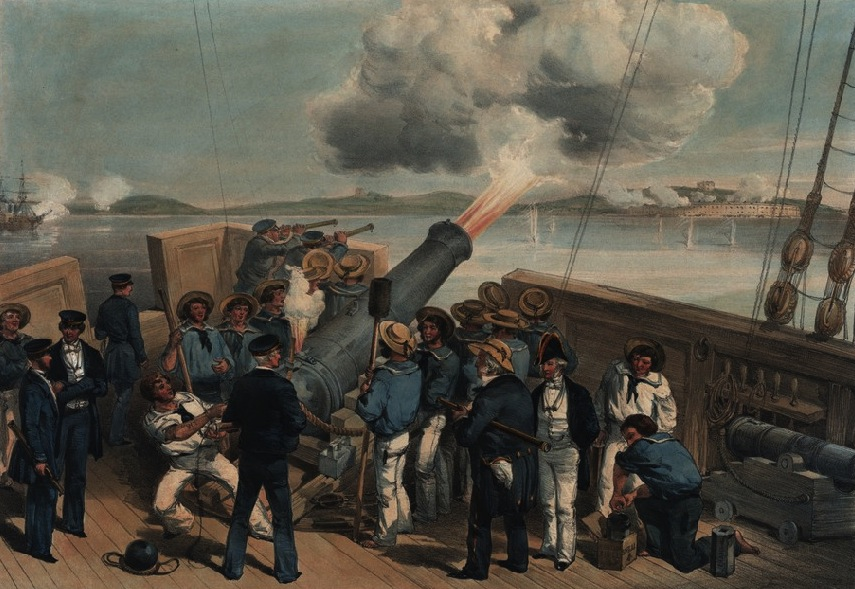
9 août : les britanniques bombardent Sveaborg.

- La reine Victoria du Royaume-Uni et son mari le prince Albert sont reçus à Paris sous les acclamations. C'est la première visite d'un monarque britannique en France depuis 400 ans.

- 6 août, Guerre de Crimée : une flotte franco-britannique jette l'ancre au large de la forteresse russe de Sveaborg (Finlande). Du 9 au 11 août, la flotte bombardera Sveaborg, causant d'importantes destructions, notamment sur les quais et à l'arsenal.
- 7 août : création de la colonie fouriériste du Texas sous le nom de Société de la Réunion, organisée à l'initiative des Français Victor et Clarisse Considerant, après avoir quitté la France comme bon nombre de républicains après le Coup d'État du 2 décembre 1851.
- 9 août (Mexique) : Santa Anna est renversé par les libéraux conduit par Benito Juárez Garcia (Revolución de Ayutla).
  - Réforme libérale au Mexique (1855-1857). La propriété collective est supprimée, l’Église doit vendre ses biens, les Indiens se voient interdire la propriété communale.
- 11 août, France : ouverture de la section Laroche-Migennes - Auxerre de la ligne de Laroche-Migennes à Cosne par la Compagnie du chemin de fer de Paris à Lyon.
- 16 août :
  - Guerre de Crimée : une armée de 50 000 Russes commandés par le prince Alexandre Gortchakov attaque les lignes alliés sur le fleuve Tchernaya, en Crimée. Les deux régiments du général français D'Herbillon repoussent l'attaque : 3 300 Russes sont tués, 1 650 blessés et 600 faits prisonniers. Les pertes alliées s'établissement à 1 200 dont 200 membres du contingent sarde. Les généraux russe Read et sarde Montevecchio sont tués.
  - France : décret impérial portant autorisation de la Compagnie du chemin de fer de Bessèges à Alais.
- 17 août, États-Unis, Californie: ouverture de la ligne Sacramento-Folsom. Premier chemin de fer construit sur la côte ouest des États-Unis. (Sacramento Valley Rail road Company).
- 18 août : concordat entre le Vatican et l'Autriche signé par le ministre de l’instruction publique et des cultes Leo von Thun-Hohenstein. L’Église voit reconnue sa compétence sur le droit matrimonial et sur les tribunaux et obtient la mainmise sur l’enseignement.
- 29 août - 10 septembre : révolution des conservateurs à Montevideo.
  - Intervention américaine et européenne en Uruguay pour protéger les intérêts américains lors d’une tentative de révolution à Montevideo. Les partis colorado et blanco signent un Pacte d’union.

## Naissances
- 4 août :
  - Constantin Merejkovski (mort le 9 janvier 1921), biologiste de l'évolution et botaniste russe
  - Emmanuel-Marie-Joseph-Anthelme Martin de Gibergues (mort le 28 décembre 1919), évêque de Valence, de Die et de Tricastin
  - Jay Hunt (mort le 18 novembre 1932), réalisateur, acteur et scénariste américain

## Décès
- 4 août : Abraham Krayestein (né le 22 février 1793), peintre néerlandais